# Justin Gerhard Duising
Justin Gerhard Duising (auch Justinus Gerhard Duysing; * 4. Mai 1705 in Berleburg; † 13. Februar 1761 in Marburg) war ein deutscher Mediziner und Hochschullehrer.

## Leben
Justin Gerhard Duising war der Sohn von Gerhard Duising, Wittgensteinischer Rat und Oberamtmann. Er immatrikulierte sich 1724 an der Universität Jena und hörte Vorlesungen, unter anderem, bei Georg Erhard Hamberger. Am 22. Mai 1728 promovierte er zum Dr. med. und war als Arzt kurzzeitig in Hersfeld tätig. Von 1729 bis 1730 hielt er sich zum weiteren Studium an der Universität Straßburg auf, bevor er am 19. Oktober 1730 als außerordentlicher Professor der Medizin an die Universität Marburg berufen wurde. 
Am 3. August 1732 erfolgte seine Ernennung zum dritten ordentlichen Professor insbesondere für Anatomie, Chirurgie und Hebammenkunst an der Marburger Hochschule; seine Antrittsvorlesung hielt er am 16. Dezember 1734. Am 24. Dezember 1748 wurde ihm, auf seinen Antrag hin, die Professur für Medizin und Experimentalphysik des verstorbenen Professor Jean Borel (1684–1747) übertragen. Mit der Ernennung zum Professor der Experimentalphysik gehörte er, neben der Medizinischen Fakultät, auch der Philosophischen Fakultät an; er wurde am 13. Juni 1758 zum Ersten Professor ernannt. 1756 wurde er Leibarzt des Grafen Johann Ludwig zu Sayn-Wittgenstein-Hohenstein.
Von 1757 bis 1759 war er Deputierter der Universität Marburg auf den Landtagen in Kassel. In der Zeit von 1733 bis 1761 war Justin Gerhard Duising in sechzehn Jahren Dekan der Medizinischen Fakultät und in zwei Jahren Dekan der Philosophischen Fakultät sowie in fünf Jahren Prorektor der Universität. Er las als Mediziner über fast alle Gebiete, hat sich aber seit 1748 vorwiegend auf Innere Medizin, gerichtliche Medizin und Chemie beschränkt.
Justin Gerhard Duising war verheiratet. Seine Tochter Elisabeth Christina Lubecca (* unbekannt; † 1791) war mit dem Hochschullehrer Johann Franz Coing verheiratet.

## Schriften (Auswahl)
- De respirationis mechanismo atque usu genuino. 1727.
- Diss. med. de catarrho suffocativo, vom Steck-Fluß. Marburgum Cattorum: Müller 1734.
- Dissertatio Inauguralis Medica De Methodo Medendi Febres Intermittentes Tertianas. Marburgi: Müller, 1753.
- Commentatio physica de salubritate aeris Marburgensis. Marburgi 1753
- De haemoptysi. Marburg 1754.